# Зигиль-пири
Зигиль-пири (азерб. Zigilpiri palçıq vulkanı) — потухший грязевой вулкан в Азербайджане. Расположен в 1 км к востоку от железнодорожной станции Хырдалан, у левой стороны шоссейной дороги Баку—Сумгаит.
Высота вулкана составляет 148 м, а площадь — около 54,6 га. Кратер и склоны вулкана подверглись денудации, и были сглажены.
Согласно Д. В. Голубятникову, к северо-востоку от вулкана находились грифоны извергавшие грязь и нефть, образовавшие кировое покрытие.
По словам местных жителей, в годы советской власти на холме находился военный объект. В настоящее время здесь расположено Хырдаланское кладбище.